# Аллен, Ричард Винсент
Ричард Винсент Аллен (англ. Richard Vincent Allen; 1 января 1936, Коллингсвуд, Нью-Джерси — 16 ноября 2024, Денвер, Колорадо) — 11-й советник президента США по национальной безопасности (1981—1982).

## Биография
Получил степень бакалавра и магистра в университете Нотр-Дам. Преподавал политологию в Технологическом институте Джорджии в Атланте, был помощником адмирала Арли Бёрка — директора Центра стратегических и международных исследований и в 1966—1969 годах — в другом исследовательском центре — Гуверовском институте войны, мира и революции при Стэнфордском университете.
Был советником по внешней политике Ричарда Никсона в его президентских кампаниях 1968 и 1972 годов, а также заместителем советника по национальной безопасности и позднее экономическим советником в Белом доме Никсона.
Помощником президента Рональда Рейгана по национальной безопасности стал сразу с приходом его к власти и пробыл в этой должности до 4 января 1982 года, скомпрометировав себя тем, что с переходом в Белый дом не сумел оставить полностью свою прежнюю консультационно-предпринимательскую деятельность, организовав интервью супруги нового президента Нэнси Рейган с одним японским журналом и положив «по рассеянности» в свой карман за эту услугу одну тысячу долларов. В результате шумихи, поднятой прессой, вынужден был подать в отставку и вернуться к своей прежней деятельности.
В 1957 году женился на Патрисии Энн Мейсон, у пары было 7 детей.
Умер в больнице Денвера 16 ноября 2024 года в возрасте 88 лет.

## Сочинения
- Peace and Peaceful Coexistence. Chicago: American Bar Association, 1966.
- Communism and Democracy: Theory and Action. Princeton: Van Nostrand, 1967.
- Yearbook On International Communist Affairs 1968. Hoover Institution Press, 1969. ISBN 0-8179-1801-9.